# I Cesarstwo Francuskie
I Cesarstwo Francuskie (fr. Empire Français) – państwo francuskie, w którym najwyższą władzę sprawował Napoleon Bonaparte jako cesarz Francuzów, Napoleon I. Istniało w latach 1804–1814 i w 1815 roku. W czasie największego rozwoju terytorialnego cesarstwo obejmowało rozmaite protektoraty i posiadało wiele państw zależnych, państw satelickich, m.in. Księstwo Warszawskie. Francja zmuszona była wówczas prowadzić wojny z prawie wszystkimi krajami Europy, łączącymi się przeciwko niej w kolejnych koalicjach. Kres cesarstwu położyła abdykacja Napoleona na rzecz Napoleona II, ten jednak nie został dopuszczony do władzy, a tron francuski zwrócono Burbonom.

## Koronacja, I Cesarstwo
2 grudnia 1804 roku I konsul Napoleon Bonaparte koronował się w paryskiej katedrze Notre Dame na cesarza Francuzów. Według legendy w kluczowym momencie koronacji Napoleon wyciągnął, stylizowaną na wzór rzymski, koronę z rąk papieża Piusa VII i włożył ją sobie na głowę. Potem koronował Józefinę na cesarzową. W uroczystości koronacyjnej nie uczestniczyła matka Napoleona, Maria Letizia Buonaparte.
W odpowiedzi na koronację Napoleona, cesarz rzymsko-niemiecki Franciszek II Habsburg koronował się na cesarza Austrii pod imieniem Franciszek I. Ogólnoeuropejską reakcją na ten czyn było utworzenie w sierpniu 1805 roku III koalicji antyfrancuskiej. Zakończona pokojem w Preszburgu dała początek nowej wojnie, która wybuchła już następnego roku z Królestwem Prus. Po jej zakończeniu w Tylży w 1807 roku imperia Napoleona i Aleksandra połączyły się sojuszem. Imperium Rosyjskie zobowiązało przestrzegać blokady handlowej z Anglią. Jednak w tym czasie intrygi Napoleona w sprawy Hiszpanii spowodowały wybuch kolejnej wojny. V koalicja antyfrancuska została zawiązana w 1809 roku, gdy Cesarstwo Austriackie zaatakowało Związek Reński i tym sprowokowało Napoleona do powrotu z Hiszpanii. Udany dla Austrii początek wojny ze zwycięską bitwą pod Aspern nie zagwarantował jednak ostatecznego sukcesu. Kilka miesięcy później Austriacy przegrali decydującą bitwę pod Wagram. W jej wyniku został zawarty rozejm w Znojmie, a następnie podpisany pokój w Schönbrunnie, w wyniku którego Francja znów powiększyła swój stan posiadania.

## Upadek
Po nieudanej wojnie z Rosją w 1812 roku i klęsce w bitwie pod Lipskiem w 1813 roku, pokonany Napoleon został zmuszony do walki na terenie Francji. Mimo błyskotliwej kampanii sześciodniowej, uznawanej przez historyków za jedną z najlepszych w karierze Napoleona, blisko 400 tys. wojsko koalicjantów zmierzało w stronę Paryża. Miasta broniło ok. 50 tys. żołnierzy pod dowództwem brata Napoleona, Josepha Bonaparte. Stolica poddała się 31 marca, przyspieszając upadek cesarstwa. Ostatecznie N. Bonaparte podpisał akt abdykacji 6 kwietnia 1814 roku w Fontainebleau na południe od Paryża. Po tym wydarzeniu, pojmany Napoleon został zesłany na małą śródziemnomorską wyspę Elbę, gdzie przebywał przez dziesięć miesięcy.

## 100 dni Napoleona
Po dość krótkim pobycie na wygnaniu, wobec wiadomości dochodzących z Francji obalony cesarz postanowił wrócić do kraju. Lądowanie w zatoce Juan zapoczątkowało kolejny etap w jego historii, tzw. 100 dni Napoleona. Dzięki sprawnej administracji Bonapartemu udało się zebrać armię liczącą ponad 100 tys. żołnierzy i ruszyć na siły Prus dowodzone przez Gebharda v. Blüchera i angielskie pod dowództwem księcia Wellington. Pierwszą bitwą stoczoną w tej kampanii była bitwa pod Ligny, którą wygrali Francuzi, lecz armia pruska zdążyła się wycofać, co okazało się zgubne dla Francuzów. Cesarz Napoleon rozdzielił swe siły, marszałek Emmanuel de Grouchy miał ścigać Prusaków G. von Blüchera, a francuski władca miał dołączyć do marszałka Michela Neya walczącego z Anglikami pod Quatre Bras. Anglikom również udało się uniknąć pogromu i wycofali się w okolice Brukseli. Tam została stoczona walna bitwa pod Waterloo, która zakończyła się kolejną klęską wojska francuskiego, a zmuszony do ponownej abdykacji zwyciężony Napoleon został wywieziony na Wyspę Świętej Heleny, gdzie był uwięziony do końca życia.